# 4 Batalion Minowania MW
4 Batalion Minowania Marynarki Wojennej – samodzielny pododdział wojsk inżynieryjnych Marynarki Wojennej.
Batalion powstał w roku 1970 jako 44 kompania saperów stacjonująca w Ustroniu Morskim. W roku 1977 kompania została przeformowana w 1 Dywizjon Saperów Morskich oraz przedyslokowana do Świnoujścia-Ognicy i podporządkowana 2 Brygadzie Okrętów Desantowych. Zgodnie z zarządzeniem dowódcy Marynarki Wojennej Nr 117 z 1986 roku, Dywizjon został przebazowany do Dziwnowa, a w 1993 zgodnie z rozkazem dowódcy MW, został przeformowany w 4 Batalion Minowania MW.
Do zadań batalionu należało ustawianie przeciwdesantowych zapór inżynieryjnych w wodach przybrzeżnych do izobaty 5 m i na plaży oraz do urządzania węzłów zapór inżynieryjnych w portach morskich. 
30 września 2005, rozkazem Dowódcy Marynarki Wojennej, batalion został rozformowany.

## Dowódcy batalionu
- por. Julian Słoma (1971-1974)
- por. Lech Durzyński (1974-1975)
- kpt. Karol Komorowicz (1975-1977)[2]
- kpt. Jerzy Bucholc (1977 – 1985)
- kpt. Karol Rolak (1985 – 1990)
- kpt. Jerzy Pitucha (1990 – 1991)
- kpt. Jan Narewski (1991 – 1993)
- kmdr ppor. Jerzy Pitucha (1993 – 2002)
- kmdr ppor. Paweł Lewandowski (2002 – 2005)